# 加藤法
加藤法（かとうほう）は成人の標準体重を身長から算出する方法の一つ。
標準体重（kg）＝（ 身長 (cm) - 50 ）× 0.5　で求められる。
（身長(cm)－100）× 0.9 で算出するブローカ式桂変法 と比較すると、身長が低い人の標準体重が軽くなりすぎないかわりに、高い人ほど軽過ぎの標準体重になる傾向がある。